# Estación de La Llosa
La Llosa es un apeadero ferroviario situado en el municipio español de La Llosa en la provincia de Castellón, Comunidad Valenciana. Forma parte de la línea C-6 de Cercanías Valencia operada por Renfe.

## Situación ferroviaria
La estación se encuentra en el punto kilométrico 41 de la línea férrea de ancho ibérico que une Valencia con San Vicente Calders a 6,16 metros de altitud.

## La estación
Aunque se encuentra situada en el tramo Sagunto-Nules de la línea Valencia-Tarragona abierto al tráfico el 25 de agosto de 1862 por parte de la Sociedad de los Ferrocarriles de Almansa a Valencia y Tarragona o AVT no se construyó ninguna estación en el municipio. Posteriormente se decidió construir un apeadero formado por dos andenes laterales y dos vías. 

## Servicios ferroviarios

### Cercanías
Algunos trenes de cercanías de la línea C-6 realizan parada en la estación, mientras que otros se la saltan.
| procedencia/destino | < estación | Línea | estación > | destino/procedencia   |
| ------------------- | ---------- | ----- | ---------- | --------------------- |
| Valencia-Norte      | Almenara   |       | Chilches   | Castellón de la Plana |